# Les Bleus en folie
Les Bleus en folie est la trente-deuxième histoire de la série Les Tuniques bleues de Lambil et Raoul Cauvin. Elle est publiée pour la première fois du no 2761 au no 2775 du journal Spirou, puis en album en 1991.

## Résumé
Après une énième bataille que Blutch a pris soin d'éviter en faisant le mort (ce qui lui vaut une rancune encore plus grande que d'habitude de la part de Chesterfield qui lui crache dessus après avoir mâché une chique et qui entre dans une colère noire chaque fois qu'il entendra le nom de Blutch par la suite), le caporal rencontre un certain Jonas Nutcracker. Ce dernier lui révèle que son fils, Barnaby, est un sosie de Blutch et qu'il a perdu la raison après une bataille (il ne reconnaît personne et fait le salut militaire à tout le monde en disant « Yes, Sird »), ce qui lui a valu de se faire interner dans un asile. Néanmoins, Jonas est persuadé que son fils pourrait être guéri si on le replaçait au milieu d'un combat. Blutch décide alors d'aider Barnaby à s'échapper en prenant sa place à l'asile.
Malheureusement, personne ne veut le croire lorsqu'il tente de raconter son histoire. Blutch comprend alors que la seule issue est l'évasion. Mais au moment où il semblait sur le point de réussir, il apprend que Chesterfield a perdu également la raison et a été interné dans l'asile. Plus tard, Cancrelat sera également interné pour les mêmes raisons, n'ayant qu'un rôle muet dans l'album.
Blutch décide alors de retenter l'évasion en emmenant Chesterfield. Mais la malchance les poursuit. Les Nutcracker (Barnaby ayant retrouvé la raison) tentent alors de les faire sortir. Mais un régiment nordiste les rencontre et pense qu'ils s'apprêtent à attaquer une position sudiste (à cause de la présence de Cancrelat et de son uniforme sudiste). Ils lancent alors l'attaque sur l'asile ce qui permet aux 2 héros de sortir. Barnaby s'enfuit tandis que Chesterfield retrouve la raison.
Ce dernier doit alors se résoudre à remercier Blutch. Mais ce dernier, revanchard, mâche à son tour une chique pour la lui cracher à la figure.

## Personnages
- Cornélius M. Chesterfield
- Caporal Blutch
- Jonas Nutcracker
- Barnaby Nutcracker
- Bart, un soldat nordiste
- Capitaine Stark
- Arabesque, le cheval de Blutch
- Cancrelat

## Erreurs
- Quand Jonas Nutcracker arrache les boutons de la vareuse de Blutch, on voit ces boutons sauter puis quelques instants après on voit Blutch les reboutonner.